# Wheeler (Automobilhersteller)
Wheeler war ein US-amerikanischer Hersteller von Automobilen. Eine Quelle verwendet die Firmierung E. O. Wheeler & Son.
Die Aufschrift am Fabrikgebäude lautete O. D. Wheeler & Co.

## Unternehmensgeschichte
E. O. Wheeler war Absolvent am Worcester Polytechnic Institute. Er plante, in den Automobilbau einzusteigen. Sein Vater O. D. Wheeler, der eine mechanische Werkstätte in Marlborough in Massachusetts betrieb, war ihm dabei behilflich. 1900 entstand das erste Fahrzeug. Der Markenname lautete Wheeler. 1901 folgte das zweite und 1902 das dritte.
Daraufhin sollte die Serienproduktion beginnen. Die Gründung der Wheeler Automobile Manufacturing Company war fest geplant und wurde möglicherweise auch durchgeführt. Eine Bank aus Boston war bereit, für die Finanzierung zu sorgen. Nachdem die Bank erfuhr, dass eine andere Bank aus Boston einem Schwindler der Automobilbranche aus dem Bereich Neuengland aufgesessen war, platzte die Finanzierung. Damit endete die Produktion. Insgesamt entstanden drei Fahrzeuge.
Wheeler gründete 1911 die Acme Motor Car Company.

## Fahrzeuge
Das Fahrzeug von 1900 hatte einen Einzylindermotor unbekannter Herkunft. Eine Quelle sieht die Möglichkeit, dass Wheeler ihn selber herstellte. Der Motor war luftgekühlt. Der Aufbau war ein Runabout. Er bot Platz für zwei Personen. Das Fahrzeug wurde für 900 US-Dollar verkauft.
Das nächste Fahrzeug war sehr ähnlich und wurde 1901 verkauft.
1902 entstand das dritte und letzte Fahrzeug. Es hatte einen Einbaumotor von De Dion-Bouton mit 4,5 PS Leistung. Eine Quelle gibt 3,5 Zoll Bohrung und 4 Zoll Hub an. Umgerechnet sind das 88,9 mm und 101,6 mm, woraus sich 631 cm³ Hubraum ergibt. Der Motor war wassergekühlt. Er war vorne im Fahrzeug montiert. Die Motorhaube war vorne schräg und wies keinen sichtbaren Kühlergrill auf. Der Wasserkühler war sehr tief vor dem Motor platziert. Das Aussehen ähnelte somit den Fahrzeugen von Renault und De Dion-Bouton. Der Motor trieb über ein Zweigang-Planetengetriebe und eine Kardanwelle die Hinterachse an. Kraftübertragung und Differentialgetriebe stammten von Torbensen Gear. Das Fahrgestell hatte 165 cm Radstand und 122 cm Spurweite. Das Fahrzeug war als Tonneau mit Heckeinstieg karosseriert und bot Platz für vier Personen. Der geplante Verkaufspreis sollte 1200 Dollar betragen. Dieses Fahrzeug existiert heute noch. Allerdings sind die hinteren Sitze durch einen kleinen Korb ersetzt worden.